# La gang dei bassotti
La gang dei bassotti (Little Cigars) è un film del 1973, diretto da Chris Christenberry. 
Il film è stato anche distribuito negli Stati Uniti come The Little Cigars Mob .

## Trama
Un banda di nani si unisce all'amante di un gangster, interpretata da Angel Tompkins, per commettere un crimine.